# Vazhakulam
Vazhakulam es una ciudad censal situada en el distrito de Ernakulam en el estado de Kerala (India). Su población es de 18358 habitantes (2011). Se encuentra a 26 km de Cochín y a 59 km de Thrissur.

## Demografía
Según el censo de 2011 la población de Vazhakulam era de 18358 habitantes, de los cuales 9324 eran hombres y 9034 eran mujeres. Vazhakulam tiene una tasa media de alfabetización del 92,82%, inferior a la media estatal del 94%: la alfabetización masculina es del 94,65%, y la alfabetización femenina del 90,92%.